# Moto X (1.ª generación)
El Motorola Moto X es un teléfono inteligente de gama alta  (2013), parte de la familia Moto, surgido de la colaboración entre Google y Motorola a raíz de su compra. Fabricado por Motorola Mobility, cuenta con una pantalla de 4.7 pulgadas con resolución HD, una cámara de 10 mega-pixeles junto con una frontal de 2 megapíxeles y cuenta con el sistema de Android 4.2.2 Jelly Bean con una actualización hasta Lollipop 5.1. Se destaca por su fluidez y velocidad al contar con Android puro sin personalización ni modificaciones por parte de Motorola, otorgando una experiencia similar a la serie Nexus.

## Características
- Un tamaño de pantalla de 4,7 pulgadas y una resolución de 720 x 1280 con la tecnología AMOLED. El resultado de esta combinación es una densidad de 312 PPI (Pixeles por pulgada). Además la pantalla está recubierta con Gorilla Glass 3, que protege efectivamente su pantalla contra fuertes golpes, rayones y caídas.

### Especificaciones
Su procesador es el Qualcomm Snapdragon S4 Pro Dual-Core con una velocidad reloj de 1.7 GHz. Cuenta con una GPU Adreno 320 y con 2GB de memoria RAM.
Respecto al almacenamiento, posee una memoria interna de 16 GB o 32 GB (no expandibles).
Posee los siguientes sensores:
- Acelerómetro
- Sensor de Proximidad
- sensor de temperatura
- Brújula
- GPS con soporte A-GPS, GLONASS
- Sensor de luz ambiente
- Giroscopio

Acepta las siguientes conexiones:
- GPRS - 32/48 kbit/s
- HSDPA - 42 Mb/s
- HSUPA, 5.76 Mb/s
- 4G LTE
- WLAN - Wi-Fi 802.11 b/g/n, Wi-Fi Direct, DLNA, Wi-Fi Hotspot
- Bluetooth - v4.0 (A2DP)
- NFC

### Cámara
- Cámara Principal: 10 megapíxeles con tecnología Clear Pixel
- Cámara Frontal: 2.1 megapixeles
- Autoenfoque/enfoque manual
- Flash LED
- Vídeo Full HD (1080p), 30 fps
- Modo HDR
- Ráfaga de disparos
- Grabación en cámara lenta HD 720p

### Batería y autonomía
Cuenta con una batería de Li-Ion con capacidad de 2200 mAh no removible altamente durable. Según Motorola, puede estar 576 horas en stand-by o 13 de conversación de modo de red de datos 3G/4G.

### Software
Se lanzó al mercado en 2013 con Android 4.2.2 Jelly Bean y con la promesa de al menos 2 actualizaciones garantizadas.Actualmente cuenta con la versión de Android Lollipop 5.1, siendo ésta su última actualización oficial por parte de Motorola. No obstante, puede seguir corriendo nuevas versiones de Android gracias al soporte de ROMs no oficiales como CyanogeMod o Paranoid Android.

### Características Especiales
El Moto X resalta sobre todo por características adicionales que le hacen diferente de otros dispositivos con Android, por ejemplo:
- Comando inteligente de voz: Uno de los núcleos del procesador está continuamente aguardando por la frase clave "Ok Google Now" para poner en marcha Google Now y llevar a cabo la acción encomendada.
- Notificaciones inteligentes: Las pantallas Amoled, como la que incorpora el Moto X, poseen iluminación independiente en cada píxel, por lo que el Moto X, al recibir una notificación, muestra en pantalla información al respecto, utilizando solo los píxeles necesarios de la pantalla.
- Moto Maker: A la hora de encargar el dispositivo, en la página web de Motorola, es posible personalizarlo, cambiando los colores y diseño tanto de la tapa posterior, como el panel frontal, los detalles de botones, etc.
- Al actualizar a Lollipop se logra agregar las opciones adicionales tales como las del Moto x2. El comando no solo puede ser "Ok google now" sino que se le puede cambiar la frase de activación, podemos decir, por ejemplo: "Ok Moto X" o "Despierta Moto X". También son agregados algunos comandos, como: pública en Facebook, buscar en Youtube, envía un mensaje de WhatsApp, Encuentra mi teléfono, etc.

Las notificaciones inteligentes tienen algunas mejoras al igual que el asistente Moto.